# Ceraspis penai
Ceraspis penai är en skalbaggsart som beskrevs av Frey 1964. Ceraspis penai ingår i släktet Ceraspis och familjen Melolonthidae. Inga underarter finns listade i Catalogue of Life.